# Гренде, Сванте
Сванте Гренде (швед. Svante Grände, псевдоним — лейтенант Хулио (исп. teniente Julio), 1947—1975) — шведский революционер-интернационалист, член Левого революционного движения. Он и Дагмара Хагелин стали двумя шведами-жертвами «грязной войны» в Аргентине.

## Биография
Родился в семье священника в Твоокере. Присоединился к группе солидарности со странами Латинской Америки и в числе 20 добровольцев в 1971 г. отправился на работу в Чили. Там познакомился с членами Левого революционного движения. После военного переворота многие шведы из его группы были арестованы, подверглись допросам и пыткам. Сванте Гренде присоединился к партизанской борьбе MIR против диктатуры Пиночета.
В результате репрессий режима, вместе со своими товарищами был вынужден отступить на территорию Аргентины. Там он принял участие в вооружённых акциях Революционной армии народа, боровшейся против аргентинской диктатуры. В 1974 г. на короткое время возвращается на родину, но решает продолжать борьбу в Латинской Америке.

## Гибель
Был убит солдатами аргентинской армии, попав в засаду 14 октября 1975 года в провинции Тукуман. В то время он входил в состав горной партизанской роты «Рамон Роса Хименес».